# Ambrose Victor Martin

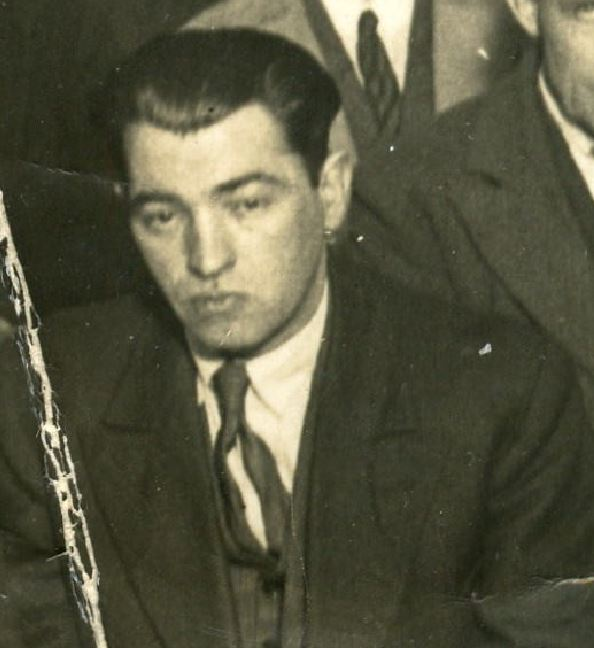
Ambrose Martin in 1919

Ambrose Victor Martin (ook wel "Ambrosio" in het Spaans of "Ambrosi" in het Catalaans) (Buenos Aires, 5 april 1900 — 6 juli1974) was een Iers-Argentijn die vooral bekend stond om zijn Iers-republikeinse activisme in Argentinië en Spanje.

## Vroege leven
Ambrose Martin werd geboren in de provincie Buenos Aires, Argentinië, in 1900, in een Iers-Argentijnse familie uit County Westmeath. Martin groeide op in het kleine stadje Suipacha, samen met vele andere Argentijnen van Ierse afkomst. Waarschijnlijk leerde hij in die tijd ook de vele Baskisch-Argentijnen kennen die ook in Suipacha woonden, omdat hij later diep betrokken zou raken bij de Baskische nationalistische beweging, zowel in Spanje als in Latijns-Amerika.
In 1914 werd hij naar Mullingar, Ierland gestuurd om  te studeren aan St. Finian's College, waar hij de rest van zijn jeugd zou doorbrengen.

## Vroege betrokkenheid bij de politiek
Na de Paasopstand van 1916 raakte de jonge Ambrose Martin betrokken bij de revolutionaire opwinding en werd hij lid van Sinn Féin. Martin klom op binnen de beweging, werd bekend als een levendige spreker en raakte bevriend met opmerkelijke figuren zoals Laurence Ginnell, Eamon Bulfin en Margaret Mary Pearse. Hij werd in 1919 gearresteerd door de Britse autoriteiten en naar Argentinië gedeporteerd.
In Argentinië werkte Ambrose Martin actief samen met Ierse republikeinen om propaganda te verspreiden en fondsen te werven voor de beweging in Ierland. Hij werd zelfs blijkbaar betrokken bij een poging om een IRA-brigade in Argentinië te organiseren. Martin was betrokken bij een factie van de Iers-Argentijnse gemeenschap onder leiding van Patrick McManus, een fervent republikein uit County Donegal wiens harde politiek ergernis veroorzaakte bij het kleine groepje diplomaten dat uit Dublin was gestuurd.
Na twee jaar begon Martin in 1922 terug te reizen naar Ierland nadat de aankondiging van het Anglo-Ierse Verdrag een einde had gemaakt aan de Ierse Onafhankelijkheidsoorlog. Onderweg naar Ierland maakte hij een tussenstop in het Baskenland, waar hij een reeks lezingen over Ierland zou geven aan de jeugdgroep van de Baskische Nationalistische Partij. Martin beweerde 'oude vrienden' uit het gebied te hebben, waarschijnlijk vanwege zijn vroege jaren in landelijk Buenos Aires. Hij maakte een grote indruk op de jonge Baskische nationalisten, waarvan het persorgaan meldde dat "we nog nooit onze patriottische jeugd zo gepassioneerd hebben gezien". Martin gaf ook een openingsrede over Cumann na mBan voor de Baskische nationalistische vrouwenvereniging Emakume Abertzale Batza ("Vereniging van Patriottische Vrouwen"). Tijdens dit bezoek werd hij goede vrienden met Eli Gallastegi en andere figuren in de pro-onafhankelijkheidsfactie Aberri-factie van de Baskische Nationalistische Partij.
Martin keerde terug naar Ierland in april 1922, kort voor het uitbreken van de Ierse Burgeroorlog. Martin beweert zelf met de IRA tegen de Ierse Vrijstaat te hebben gevochten, hoewel de latere Ierse inlichtingendienst deze bewering als onwaar beschouwde en geloofde dat hij tijdens de oorlog de kruidenierswinkel van de familie in Kilbeggan runde. Martin verliet Ierland in 1924 en keerde laat in dat jaar terug naar het Baskenland. In november 1924 werd hij blijkbaar gearresteerd door Spaanse politie samen met enkele Baskische nationalisten tijdens een bergtocht waarbij hij sprak over de Ierse strijd voor vrijheid. Tijdens de militaire dictatuur van Miguel Primo de Rivera (1923-1930) werd het Baskisch nationalisme zwaar vervolgd, waardoor Martin en veel van zijn Baskische kameraden gedwongen werden naar Frankrijk te vertrekken.
Ambrose Martin verscheen vervolgens in Parijs, waar hij verbleef bij een groep soortgelijke in ballingschap levende Catalaanse nationalisten. In die tijd raakte hij betrokken bij de Catalaanse nationalistische partij Estat Català, onder leiding van Francesc Macià. Hij kwam ook in contact met Leopold Kerney, de baanbrekende diplomaat van Ierland in Frankrijk destijds. Terwijl zijn collega's in Estat Català een militaire operatie planden om een leger door Frankrijk naar Catalonië te sturen en een onafhankelijke republiek uit te roepen, leverde Ambrose Martin hun Ierse republikeinse propaganda en geschriften over IRA-tactieken. Martin hielp ook met een Baskisch plan om een opstand te organiseren in samenwerking met Estat Català. Op een gegeven moment liet Martin Leopold Kerney een verzoek naar Dublin sturen voor IRA-veteranen om te helpen "meubels te polijsten" in het Baskenland. Tijdens deze periode was Martin een sleutelfiguur die belangrijke figuren in de Ierse republikeinse beweging verbond met hun Baskische en Catalaanse nationalistische tegenhangers, die vaak bewust het Ierse voorbeeld volgden. Martin lijkt het rebellieplan te hebben verlaten eind 1925 of begin 1926 en werkte tijdelijk in het huis van een aristocratische familie in Parijs. Het Catalaanse complot werd uiteindelijk verijdeld door de Franse politie, die de radicale ballingen uit Spanje nauwlettend in de gaten hield. Martin keerde terug naar Argentinië in 1927.

## Terugkeer naar Ierland
Opnieuw verbannen naar Argentinië, keerde Ambrose Martin terug naar Suipacha waar hij een café genaamd "Café basque-Iers" opende om de lokale Baskische en Ierse diaspora te bedienen.
In 1932 won de Fianna Fáil-partij van Éamon de Valera de Ierse verkiezingen. Met veel oude tegenstanders van het Verdrag gerehabiliteerd, keerde Martin na ongeveer acht jaar ballingschap terug naar Ierland. Hij stopte opnieuw eerst in het Baskenland waar hij een andere reeks lezingen gaf die met veel enthousiasme werden ontvangen. Bij zijn terugkeer in Ierland kreeg Martin lucratieve handelslicenties van de nieuwe regering om een import-exportbedrijf te openen. Te midden van de vroege stadia van de Anglo-Ierse handelsoorlog stond Martin goed gepositioneerd om fortuin te maken door nieuwe markten voor Ierse producten te verkennen. Martin richtte het Iers-Iberisch Handelsbedrijf op in Dublin, en zijn Baskische partners richtten een parallel import-exportbedrijf op in Bilbao genaamd Euzkerin waarmee ze gezamenlijk de Baskisch-Ierse handel coördineerden.
Met het uitbreken van de Spaanse Burgeroorlog in 1936 stortte Martin zich opnieuw in de politiek. In januari 1937 hielp Martin het Republikeinse Congres toen ze de Baskische priester Ramón Laborda overbrachten voor een publiciteitstour om steun te krijgen voor de Tweede Spaanse Republiek in Ierland. Vanwege zijn sympathieën met de republikeinse regering in Spanje werd Martin door de extreemrechtse TD Patrick Belton veroordeeld als "een van de meest uitgesproken en prominente communisten in dit land". Martin was een fervent voorstander van de Baskische nationalisten tijdens de oorlog en bracht berichten van de Baskische regering over naar de pers in Ierland. Na de val van het pro-republikeinse Baskische grondgebied in handen van de rebellenlegers van Francisco Franco verhuisde de Baskische nationalistische icoon Eli Gallastegi zijn familie naar Ierland dankzij de inspanningen van zijn goede vriend Ambrose Martin.

## Later leven
Na een ernstige verwonding door een auto-ongeluk trok Ambrose Martin zich terug in een kasteel dat hij in 1938 in Bretagne, Frankrijk had gekocht. Martin bleef daar enkele jaren, waar hij doorging met het leiden van het Iers-Iberisch Handelsbedrijf, nu handelend met het Francoistische Spanje. Hij bood tijdelijk onderdak in zijn Bretonse landhuis aan Baskische nationalisten die Spanje ontvluchtten tijdens de Tweede Wereldoorlog. Martin keerde na de oorlog terug naar Dublin, waar hij een relatief rustig leven leidde tot zijn fatale hartaanval in 1974.